# کرومپاخ
کرومپاخ (به چکی: Krompach) یک منطقهٔ مسکونی در جمهوری چک است که در ناحیه تشسکا لیپا واقع شده‌است.